# Landschaftsschutzgebiet Freiflächen und Rodungsinseln im Rothaargebirge

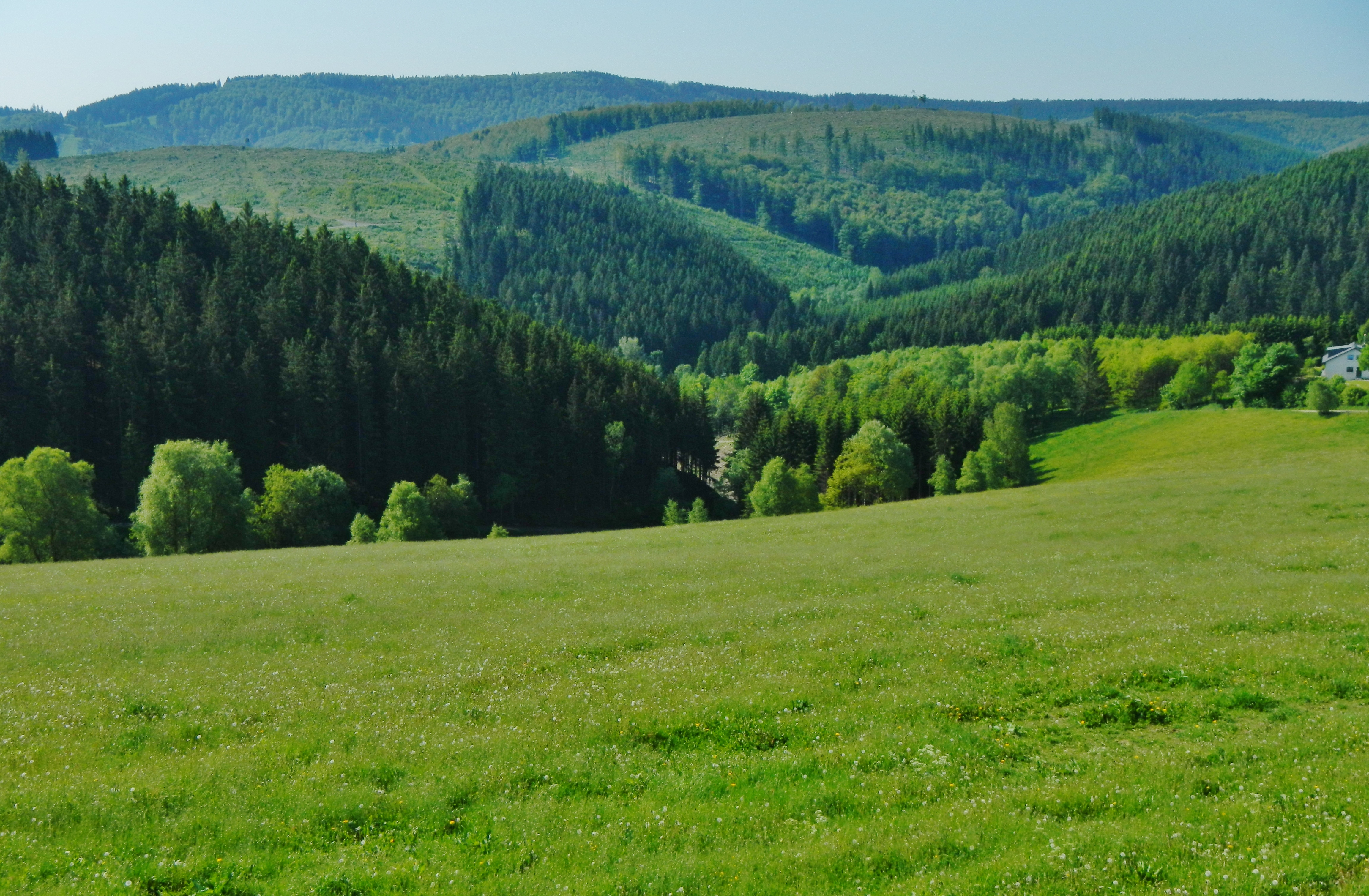
Landschaftsschutzgebiet Freiflächen und Rodungsinseln im Rothaargebirge

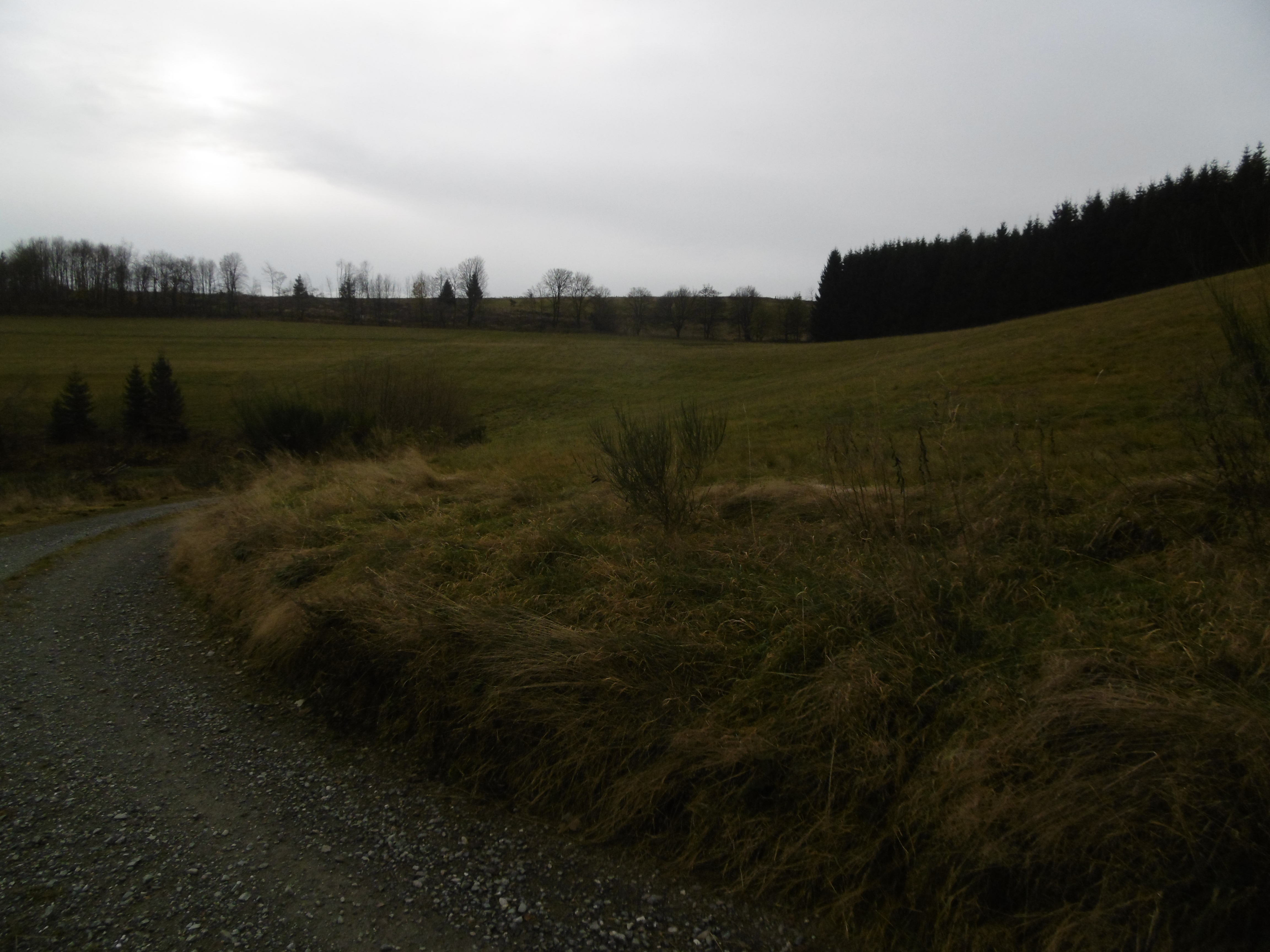
Landschaftsschutzgebiet im Herbst

Das Landschaftsschutzgebiet Freiflächen und Rodungsinseln im Rothaargebirge mit 47,94 ha Flächengröße liegt im Stadtgebiet von Winterberg. Das Gebiet wurde 2004 vom Kreistag des Hochsauerlandkreises mit dem Landschaftsplan Winterberg als Landschaftsschutzgebiet (LSG) ausgewiesen. Das LSG wurde als eines von sieben Landschaftsschutzgebieten vom Typ B Ortsrandlagen, Offenland- und Kulturlandschaftsschutz im Stadtgebiet von Winterberg ausgewiesen. Im Stadtgebiet gibt es auch ein LSG vom Typ A, Allgemeiner Landschaftsschutz und 13 vom Typ C, Wiesentäler, Schutz bedeutsamer Extensivgrünländer. Das LSG besteht aus drei Teilflächen.

## Beschreibung
Das LSG besteht aus Offenlandbereichen mit Grünland die von Wald umschlossen sind. Der Offenlandbereich Ebershagen nordöstlich von Altastenberg besteht aus einem relativ extensiv genutzten, leicht hängigen Grünland in 720 bis 750 m Höhenlage. In ihrem Südteil sowie nördlich und östlich angrenzend finden sich Quellbereiche, die unter den gesetzlichen Biotopschutz nach § 30 BNatSchG fallen. Auffälliger sind jedoch die alten Hudebuchen, die die Fläche insbesondere am Nordrand begrenzen und die traditionelle Funktion als alte Hudefläche betonen. Eine Teilfläche liegt östlich von Mollseifen am Bürenberg. Der dritte Bereich „Mittelei / Kerrloh“ liegt südöstlich von Winterberg und bildet die Fortsetzung und den Abschluss der ökologisch und landschaftsästhetisch wertvollen Bergmähwiesen südlich der Kernstadt.

## Schutzzweck
Die Ausweisung erfolgte zur Sicherung der Vielfalt und Eigenart der Landschaft im Nahbereich der Ortslagen und der alten landwirtschaftlichen Vorranggebiete durch Offenhaltung. Ferner wegen der besonderen Bedeutung für die Erholung.

## Rechtliche Vorschriften
Wie in den anderen Landschaftsschutzgebieten im Stadtgebiet besteht im LSG ein Verbot Bauwerke zu errichten. Vom Verbot ausgenommen sind Bauvorhaben für Gartenbaubetriebe, Land- und Forstwirtschaft. Die Untere Naturschutzbehörde kann Ausnahme-Genehmigungen für Bauten aller Art erteilen. Wie in den anderen Landschaftsschutzgebieten vom Typ B in Winterberg besteht im LSG ein Verbot der Erstaufforstung und Weihnachtsbaum-, Schmuckreisig- und Baumschul-Kulturen anzulegen.
Wie in allen Landschaftsplangebieten vom Typ B und Typ C im Stadtgebiet besteht das Gebot, das LSG durch landwirtschaftliche Nutzung oder durch Pflegemaßnahmen von einer Bewaldung freizuhalten.